# Alta Car and Engineering Company
Alta Car and Engineering Company je bila britanska tvrtka koja se bavila proizvodnjom trkačih automobila u Formuli 1.
Osnivač tvrtke Geoffrey Taylor, bio je izvanredan u onome što je postigao s vrlo malim proračunima, gradeći ne samo šasiju, već i motor i prijenosnike. Automobile je počeo graditi 1928. godine u kući svog oca. Njegovi automobili su se utrkivali u raznim nacionalnim događajima 1920-ih i 1930-ih, pri čemu se prvi zapaženiji uspjeh dogodio na Limericku u Formuli Libre 1935. u kojoj je Peter Whitehead zauzeo treće mjesto. Bilo je i drugih uspjeha, na utrci Crystal Palace gdje je George Abecassis 1938. godine završio na drugom mjestu, a u utrci Imperial Trophy, Formule Libre 1939. godine, Abecassis je stigao i do pobjede.

## Vanjske poveznice
- Alta - Stats F1